# نیکولایفکا (شهرستان بلاگووشچنسکی، سرزمین آلتای)
نیکولایفکا (به لاتین: Nikolayevka) یک منطقهٔ مسکونی در روسیه است که در سرزمین آلتای واقع شده‌است.